# アスタ・ルエゴ 〜さよなら月の猫〜
「アスタ・ルエゴ 〜さよなら月の猫〜」（原題：Hasta Luego）は、1977年2月 - 3月に、NHKのみんなのうたで放送された曲。
作詞（日本語詞）：加藤直、作曲：クロード・モルガン、編曲：所太郎、唄：研ナオコ。

## 概要
オリジナルの作詞はユーグ・オーフレイとVline Buggy（フランス語版）による。
ある夜、突然自分の家に追い降りた「月の猫」の歌。原曲はフランスの歌手ユーグ・オーフレイが唄って、ヨーロッパで大ヒットした歌。「アスタ・ルエゴ」（¡Hasta luego!）とはスペイン語で、「さようなら」「又会いましょう」という意味。研ナオコは1975年放送の『子象のダンス』に続く『みんなのうた』出演となった。
1983年12月 - 1984年1月の放送を最後に長らく再放送されなかったが、2011年4月にみんなのうたスペシャル 年代別セレクション（1970年代セレクション）で放送され、2015年4月に実に32年ぶりの通常枠再放送となる。しかし同時期発売の「NHKテキスト みんなのうた」2015年4月・5月号・2021年6月・7月号には、著作権関係で楽譜・歌詞・映像のイラストは収録出来なかった（映像のイラストは例外に「NHKテキスト みんなのうた」2018年8月・9月号で見ることができる。）（初期はテキストに収録されていたが後の作品が掲載出来ないのは非常に珍しい。「Let's be friends～友達になろうよ～（2023年2月・3月号）」「走れジョリィ（2023年6月・7月号）」も同様である。）。その後2018年8月には『みんなのうたリクエスト』枠でも再放送され、2021年7月には通常枠で再放送される。なお現在はDVD（第6集）に収録されている。
また本作の研ナオコ歌唱音源はレコード化されCD化も為されているが、レコード音源はレコード発売用に録音されたものであるため放送された音源とは異なる（編曲はいずれも、所太郎による）。放送された音源は上述のDVDにて聴くことが可能である。

## アニメーションについて
映像は常連の福島治が担当。暗い月夜に突然現れた猫と、その猫に懐かれたあるマンションに住む男性が共に不思議な夜を過ごす様子が描かれている。猫が犬に変化、間奏では曲に合わせて猫の首が回るなどシュールなアニメーションが印象的である。
本楽曲のアニメーションは未完成版と完成版の2パターンが存在する。主な違いの例として、マンションの壁の色が未完成版は黄色、完成版はピンクの配色に変更。他に猫の首が回るモーションの違いなど複数ある。
福島治の発言によると、制作当時は体調不良のため撮影日はアニメーションが未完成な状態だった。撮影後完成した映像を番組スタッフが確認したところ、アニメーションのセルに綿ボコリが最後まで写ったままであることが発覚。そのためアニメーションを再撮影することとなり、その連絡を受けた福島は撮影日までに一部のシーンを書き直した。
このため初回放送時はアニメーションが未完成のままオンエアされ、具体的な変更日は不明だが途中から完成版に差し替えられた。
放送後、NHKには完成版が保存されておらず1980年代の再放送、DVD、年代別セレクションでは未完成版が放送・収録された。
完成版は「みんなのうた発掘プロジェクト」により福島が提供し、2015年4月に初めて完成版が再放送された。完成版では歌詞テロップはニュープリントが施される。以降の再放送はすべて完成版が放送される。2012年当時映像提供されていなかったのか、曲自体が発掘曲の対象ではなかったのか『みんなのうた発掘スペシャル』には放送されていなかった。

## 著作権の現況
JASRACには0H0-7217-5 HASTA LUEGOとして登録。出典：PJ（サブ出版者作品届） 。
出版者はSOCIETE SUGARMUSIC EDITION。日本でのサブ出版はフジパシフィックミュージック シュガーミュージック事業部である。